# Bernard Quintin

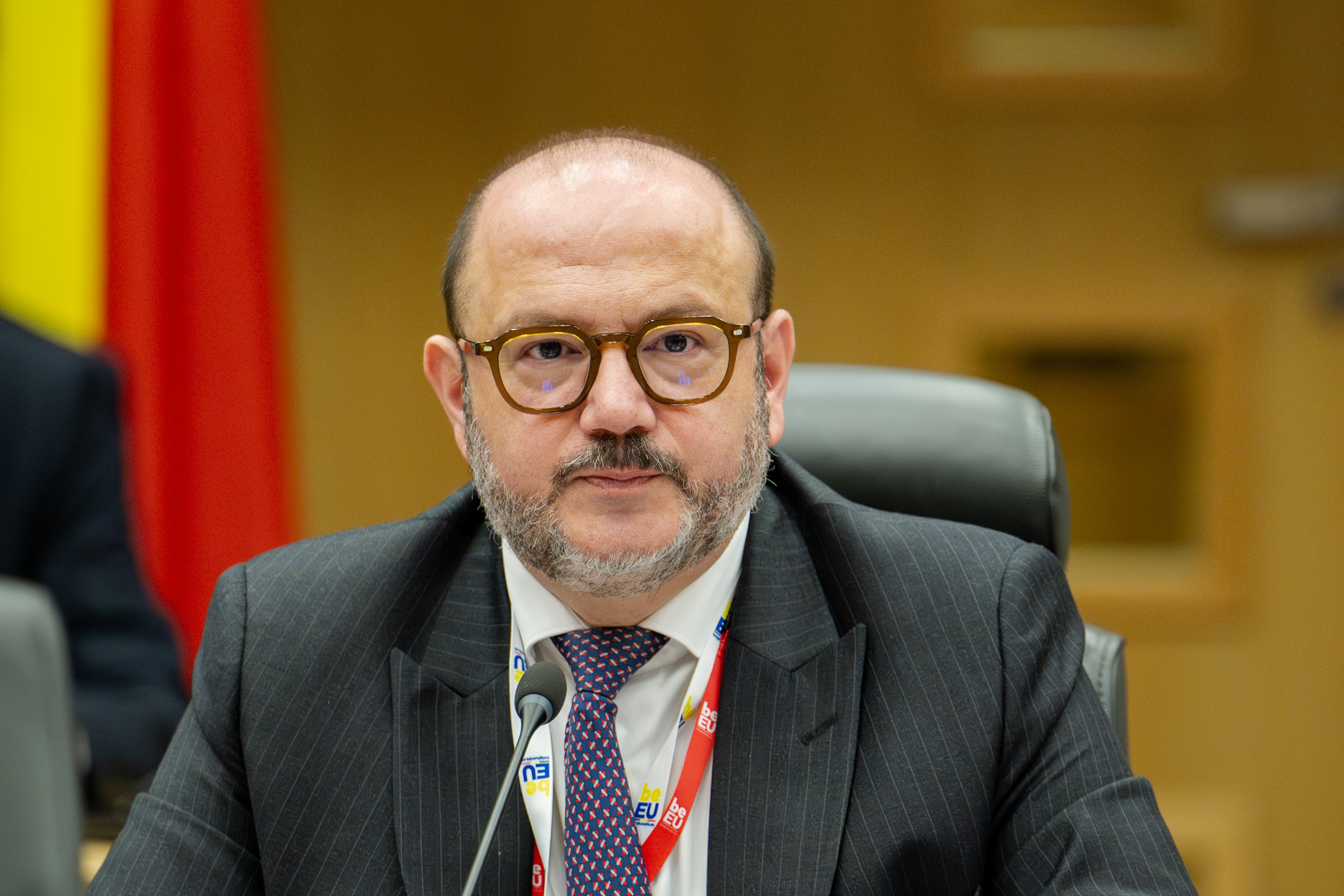
Bernard Quintin (2024)

Bernard Quintin (* 1971) ist ein belgischer Politiker des liberalen Mouvement Réformateur (MR), der vom 30. November 2024 bis zum 3. Februar 2025 Außenminister Belgiens war und seither Innenminister in der Regierung De Wever ist.

## Frühes Leben
Bernard Quintin wurde 1971 in Belgien geboren. Er erwarb einen Abschluss in mittelalterlicher Geschichte an der Université libre de Bruxelles. Er unterrichtete mehrere Jahre lang in Belgien und Mexiko. Später erwarb er zusätzlich einen Master-Abschluss in internationalen Beziehungen.

## Karriere
Quintin arbeitet seit 2001 für das belgische Außenministerium. Für dieses war er in Warschau, London, Kinshasa und an der Ständigen Vertretung Belgiens bei der Europäischen Union tätig. Von 2012 bis 2016 war er Generalkonsul in Rio de Janeiro und von 2016 bis 2019 Botschafter von Belgien in Burundi. Quintin war in den Jahren 2011/12 Stabschef von Minister Olivier Chastel und in den Jahren 2019 und 2020 Stabschef von Außenminister Philippe Goffin. Anschließend war er stellvertretender Generaldirektor für Afrika beim Europäischen Auswärtigen Dienst (EAD). Nach drei Jahren kehrte er in das belgische Außenministerium zurück, um den belgischen Vorsitz des Rates der Europäischen Union als amtierender Generaldirektor für europäische Angelegenheiten zu leiten.

### Außenminister
Im November 2024 wurde Quintin zum neuen Außenminister ernannt, nachdem die vorherige Ministerin, Hadja Lahbib, das Amt verlassen hatte, um EU-Kommissarin zu werden.

### Innenminister
in der nachfolgenden Regierung De Wever ist er seit dem 3. Februar 2025 Minister für Sicherheit und Inneres, mit der Aufsicht über Beliris.